# Dmytriwka (hromada Dmytriwka)
Dmytriwka (ukr. Дмитрівка, hist. pol. Dmitrówka) – wieś na Ukrainie, w obwodzie kijowskim, w rejonie buczańskim, siedziba hromady. W 2001 liczyła 2107 mieszkańców, spośród których 2041 wskazało jako ojczysty język ukraiński, 63 rosyjski, 2 mołdawski, a 1 białoruski.